# ベンノ・モイセイヴィチ
ベンノ・モイセイヴィチ（ロシア語: Бенно Моисеевич；ラテン文字転写の例:Benno Moiseiwitsch、1890年2月22日 - 1963年4月9日）はユダヤ系ロシア人のピアニスト。

## 経歴
ウクライナのオデッサに生まれる。7歳でピアノの学習を始め、9歳でアントン・ルビンシテイン賞を獲得。その後ウィーンでテオドル・レシェティツキに師事。1909年にロンドンでデビュー、1919年にアメリカ合衆国にデビューした。イギリスに定住して1937年に英国籍を取得。1946年に叙勲された。
モイセイヴィチは後期ロマン派音楽の解釈でとりわけ著名であり、なかんずくラフマニノフ作品の解釈は、作曲者自身が「精神的な後継者」と折り紙をつけたほどである。優雅で詩的かつ抒情的なフレージングと、華やかさと超絶技巧で名声を博した。
オーストラリア人のヴァイオリニスト、デイジー・ケネディとの間に、一人娘ターニャ・モイセイヴィチをもうけた。ターニャはカナダで劇場デザイナーや芸術祭の企画者として活動し、長年の功労により叙勲されている。